# Конвенційний талер

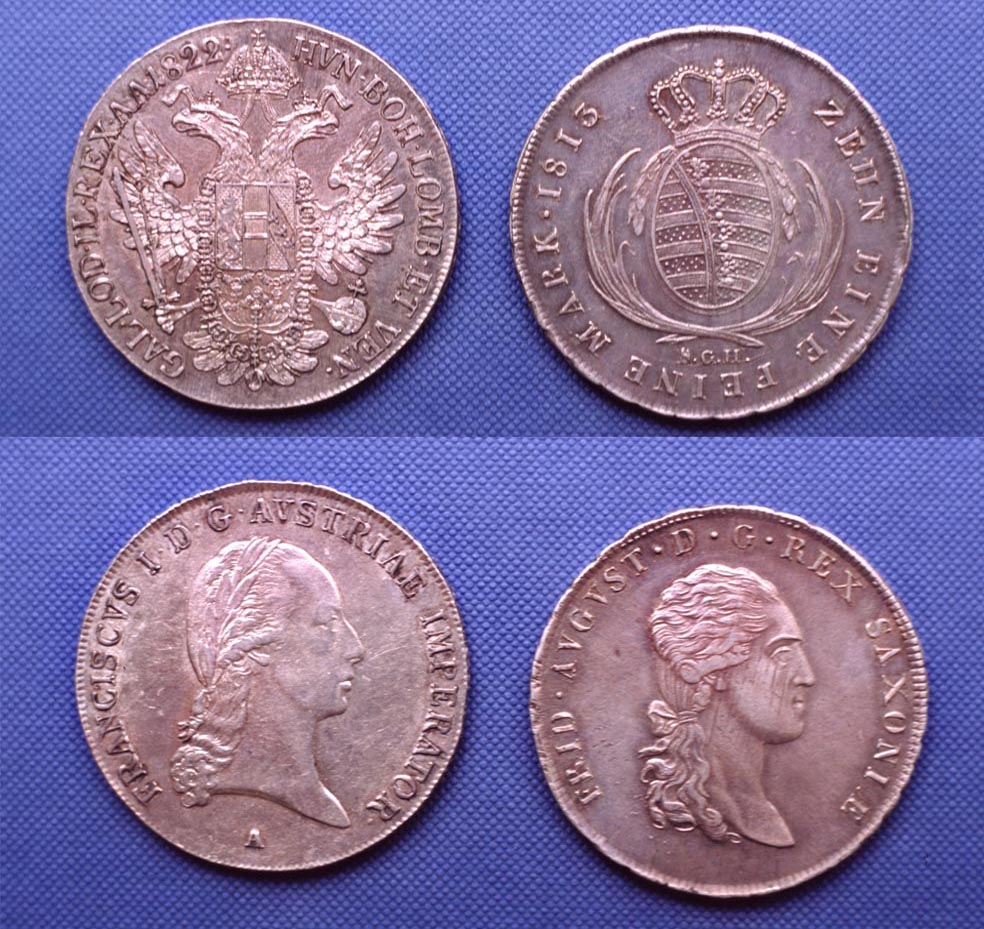
Конвенційний талери. Ліворуч - Франц I, імператор Австрії (1822); праворуч - Фрідріх Август I, король Саксонії (1813, Монетний двір Дрездена)

Конвенційний талер (нім. Conventionstaler або Konventionstaler) — грошова одиниця і стандартна срібна монета з 1750 року Австрійського ерцгерцогства (згодом Австрійської імперії), а з 1753 року згідно австрійсько-баварської монетної конвенції — також Баварського курфюрства та низки інших південних німецьких земель Священної Римської імперії, де він перебував в обігу до початку XIX століття. Замінив в Південній Німеччині рейхсталер, що використовувався з середини XVI століття. Найвідомішим зразком є талер Марії Терезії, який карбують і сьогодні. Конвенційний гульден дорівнював 1⁄2 конвенційного талера.

## Історія

### Передумови
Лейпцизький стандарт 1690 року, затвердив стандартною грошовою одиницею північнонімецький талер, вартістю 3⁄4 рейхсталера з вагою 25,984 г, або 19,488 г чистого срібла.
У 1730-х роках співвідношення цін на золото та срібло впало з 15/1 до 14,5/1 і це спричинило потік дешевших золотих монет типу фрідріхсдор з фіксованим номіналом у талерах. Оскільки золотий прусський фрідріхсдор, що карбувався з 1741 року, мав вагу 6.05 г чистого золота і фіксований номінал у 5 срібних талерів, це при фактичному курсі золота до срібла 14,5/1 призвело до зменшення срібла в золотому талері вагою 1,21 г чистого золота до 17,545 г (1,21×14,5) чистого срібла, майже на два грама менше, ніж у північнонімецькому талері. Таким чином оплата зобов'язань золотими монетами ставала вигіднішою, ніж сплата того ж номіналу срібними монетами. З 1750 року в Пруссії почали карбувати прусські талери згідно грауманської стопи (Graumannscher Fuß), де з однієї срібної кельнської марки карбувалось 14 талерів вагою 22,27 грам срібла 750 проби, тобто кожна монета містила 16,704 г чистого срібла, що було на 9 грам менше, ніж класичний імперський талер (рейхсталер), хоча нові прусські талери також містили назву «рейхсталер».

### Поява конвенційного талера
У відповідь на таку девальвацію вартості «рейхсталера» однією з провідних німецьких держав, 7 листопада 1750 року в Австрійському ерцгерцогстві було скасовано Лейпцизький стандарт 1690 року і введено новий стандарт талера, що більше не був привязаний до рейхсталера. Новий талер карбувався за стопою 10 монет з 1 кельнської марки, тобто відповідав 1⁄10 кельнської марки і містив 23,386 г чистого срібла. Новий австрійський талер коштував 32 гроша, на відміну від рейхсталера, який оцінювався в 24 гроші. Тому розрахунково він відповідав 4⁄3 рейхсталера.
20 вересня 1753 року між Австрією і Баварією було укладено монетну конвенцію, якою новий стандарт талера також був поширений у Баварському курфюрстві, через що цей талер отримав назву «конвенційний». У 1761 році він також був представлений у Баварському імперському окрузі. Поступово він поширився на південь Німеччини та Саксонію і карбувався там до 1838 року (в самій Австрії конівенційний талер карбувався до 1856 року).
Згідно підписаної конвенції, з однієї кельнської марки чистого срібла Баварія та Австрія могли карбувати по 10 талерів або 20 гульденів. Відповідно 1 талер дорівнював 2 гульденам. Австрійська імперія запровадила Конвенційний стандарт в 1754 році.
Новий конвенційний талер (10-талерова стопа, 23,386 г срібла) відповідав 1⁄10 кельнської марки і спочатку відповідав рівно двом конвенційним гульденам (20-гульденова стопа, 11,693 г срібла), що означало, що це могла бути одна й та сама монета, що й подвійний гульден. Таким чином пів конвенційного талера дорівнювала гульдену. Однак цього паритету не існувало з південнонімецькими монетами нижчого номіналу, де конвенційний талер коштував 2 гульдена і 12 крейцерів. Тому стандарт карбування монет був скоригований у 1760 році.
Багато монетних дворів Священної Римської імперії карбували монети за типом конвенційного талера номіналом 20-Gulden стандарт Монетної конвенції 1753 р., згідно з яким карбувалося по 10 монет 5⁄6 кельнської марки срібло (= 1 кельнська марка ≈ 233 г срібла). З цієї причини напис «X EINE FEINE MARK» написаний на багатьох конвенційних талерах (одна десята кельнської марки чистого срібла). Таким чином, чиста вага конвенційного талера становила 23,385 грамів срібла, відповідно до ваги кельнської марки.
Конвенційний талер змінив рейхсталер (містив 25,984 г чистого срібла) як стандартну монету в більшій частині Священної Римської імперії, з використанням різноманітних розмінних номіналів:
- 1 конвенційний талер = 2 австро-угорських флорина, кожен флорин дорівнює 20 грошам або 60 крейцерам.
- 1 конвенційний талер = 2,4 південнонімецьких гульдена, кожен також містить 60 крейцерів.
- 1 конвенційний талер =1+1⁄3 північнонімецького талера, кожна по 24 гроша.

Таким чином, у перерахунку на рахунковий рейхсталер старої Німецької імперії, який коштував 24 гроші, конвенційний талер відповідав стандарту 13+1⁄3 талера по відношенню до кельнської марки. Тим часом прусський «новий» рейхсталер, що карбувався з 1750 року, відповідав стандарту в 14 талерів, розробленому Йоганном Філіпом Грауманом.

### Співвідношення конвенційного талера та інших монет в Саксонії близько 1770 року
- 004⁄3 талер (конвенційний талер) 10 монет з 1 кельнської марки срібла[b]
- 002⁄3 талер (конвенційний талер) 20монет з 1 кельнської марки срібла
- 001⁄3 талер (8 грошів) 40 монет з 1 кельнської марки срібла
- 001⁄6 талер (4 гроша), 80 монет з 1 кельнської марки срібла
- 01⁄12 талер (2 гроша), 160 монет з 1 кельнської марки срібла
- 01⁄24 талер (1 грош), 320 монет з 1 кельнської марки срібла
- 01⁄48 талер (6 пфенінгів), білонна розмінна монета[c]
- 1⁄240 талер (1 пфеннінг), мідна розмінна монета
- 1⁄480 талер (1 геллер), мідна розмінна монета

## Заміна
На початку XIX століття конвенційний талер вартістю 1+1⁄3 рейхсталера (17,54 г чистого срібла) був замінений у Північній Німеччині прусським талером, що карбувався за стопою 14 монет з 1 кельнської марки або 16,70 г чистого срібла, тоді як конвенційний талер 2,4 південнонімецьких гульдена (9,73 г чистого срібла на гульден) було замінено на 2,7 гульдена кроненталер містить 9,524 г чистого срібла на гульден.
Відповідно до Дрезденського монетного договору 1838 року конвенційний талер в країнах Німецького митного союзу було замінено на новий талер, де 2 талера, карбованих за стопою 14 талерів з 1 кельнської марки срібла дорівнювали 3½ гульденам, о карбувались за стопою 24½ з 1 кельнської марки.

## Виноски
1. ↑  В Німеччині до 1901 року писався як –thaler
2. ↑  A Kurantmünze is type of currency coin, i.e. one whose value is based on its intrinsic worth and so usually made of gold or silver.
3. ↑  A Scheidemünze is a type of fiat money; a circulation coin of lower value than its intrinsic worth.